# Доктор Живаго (фільм, 1965)
«Доктор Живаго» (англ. Doctor Zhivago) — кінофільм режисера Девіда Ліна, створений за мотивами однойменного роману Бориса Пастернака. Одна з найуспішніших картин в історії кіностудії MGM. Картина закінчила історичну трилогію головних робіт у фільмографії Девіда Ліна: «Міст через річку Квай», «Лоуренс Аравійський» і «Доктор Живаго» .

## Про фільм
Сюжет оповідає про долю поета і лікаря Юрія Живаго в період приблизно з 1902 по 1929 роки. Всі події картини відбуваються спочатку в Росії, потім у СРСР. Драмі всередині любовного трикутника головних героїв протиставлений історичний перелом воєн і революцій, через які пройшла держава. Соціальний підтекст, пов'язаний з забороненим у СРСР романом Бориса Пастернака, та російська тема, порушена в сюжеті, викликали значний резонанс у всьому світі. Набув популярності саундтрек картини, написаний Морісом Жарром.
Картину супроводжував значний касовий успіх: вона заробила в міжнародному прокаті близько 200 млн доларів (у перерахунку з урахуванням інфляції на курс 2014 року ця сума становить понад 2 млрд доларів США, що робить фільм одним з 10 найуспішніших у касовому плані в історії). У списку найуспішніших у прокаті в США картин за всю історію кіно вона займає 8 місце. Успішний прокат врятував компанію MGM від фінансової кризи, в якій вона перебувала в другій половині 1960-х років.
Робота Девіда Ліна отримала переважно негативні відгуки критиків, які залишилися незадоволені режисерським рішенням, затягнутістю та зайвою мелодраматичністю сюжету. Російські критики відзначили слабку автентичність, безліч помилок і кітчових епізодів по ходу сюжету. Незважаючи на це, стрічка була високо оцінена престижними кінонагородами, отримавши 5 премій «Оскар» і 5 премій «Золотий глобус».

## У ролях
| Актор              | Роль                       |
| ------------------ | -------------------------- |
| Омар Шариф         | Юрій Живаго                |
| Джулі Крісті       | Лара Антипова              |
| Джеральдіна Чаплін | Тоня Громеко               |
| Род Стайгер        | Виктор Комаровский         |
| Алек Гіннесс       | Генерал Евграф Живаго      |
| Том Куртенай       | Паша Антипов / Стрельников |
| Шівон Маккена      | Анна                       |
| Ральф Річардсон    | Олександр Громеко          |
| Клаус Кінскі       | Костоед-Амурський          |
| Ріта Ташингем      | Тоня Комаровська           |